# Малая Азаровка
Малая Азаровка — деревня в Вяземском районе Смоленской области России. Входит в состав Исаковского сельского поселения. Население — 4 жителя (2007).
Расположена в восточной части области в 24 км к востоку от Вязьмы, в 27 км восточнее автодороги Р132 Вязьма — Калуга — Тула — Рязань, на берегу реки Молодки. В 4 км южнее деревни расположена железнодорожная станция Жижало на линии Вязьма — Калуга.

## История
В годы Великой Отечественной войны деревня была оккупирована гитлеровскими войсками в октябре 1941 года, освобождена в марте 1943 года.